# Редан (суднобудування)

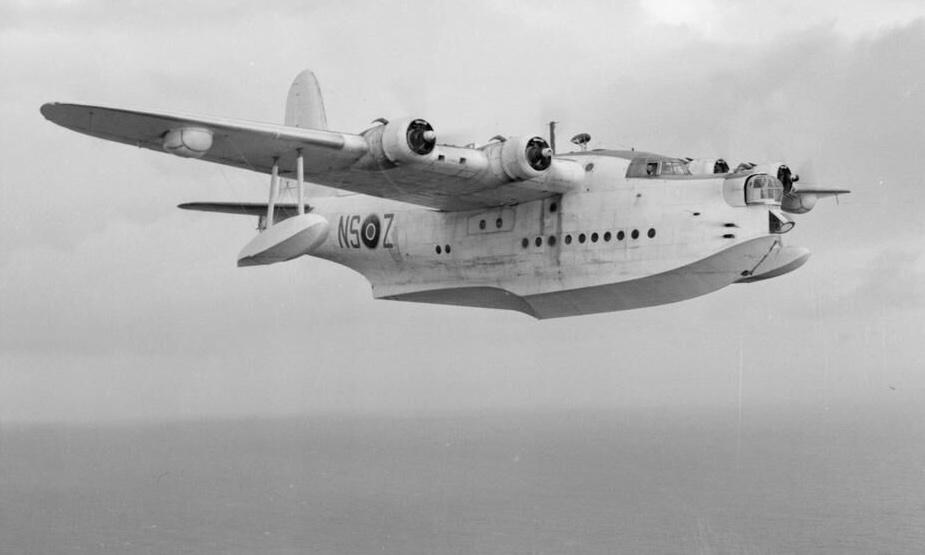
Редан на літаючому човні

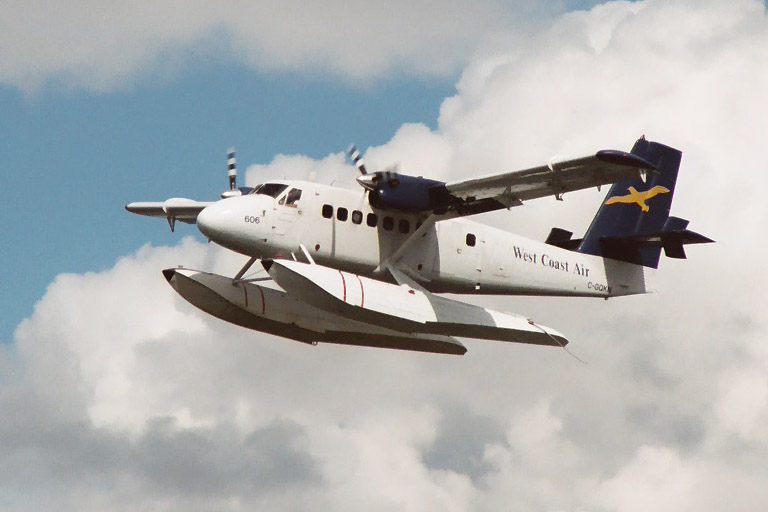
Редани на поплавках гідроплана

Реда́н (фр. redan — «уступ») — «сходинка» на днищі глісуючих катерів для зменшення змоченої поверхні за рахунок поперечного (поперечний редан) або позждовжнього (поздовжній редан) відриву потоку від днища судна і, відповідно, зменшення опору. Ефект досягається за умови досягнення судном швидкості відриву потоку.
У міжвоєнний час СРСР був єдиною провідною морською державою, яка будувала торпедні катери реданного типу. Велика Британія, Німеччина, США та інші країни відмовились від конструктивних схем з реданами на користь кільових торпедних катерів. Такі катери поступалися реданним у швидкості в безвітряну погоду, але істотно перевершували їх при хвилюванні 3-4 бали, а також могли нести більш потужне артилерійське і торпедне озброєння. Перевага кільових катерів стала очевидною в ході війни уряду США з контрабандистами біля східного узбережжя країни в 1921—1933 рр., під час Сухого закону.
Редани широко застосовуються у водних скутерах, гідропланах та суднах на підводних крилах.